# Callicebus toppini
El tití de Toppin (Callicebus toppini) es un primate platirrino de la familia de los pitécidos e integrante del género Callicebus. Habita en las selvas del centro-oeste de Sudamérica.

## Distribución y hábitat
Esta especie vive en selvas de la cuenca amazónica en bajas altitudes en el centro-oeste de América del Sur. Se distribuye en el centro y sudeste del Perú, el norte de Bolivia y el oeste de Brasil. Su geonemia está acotada en el interfluvio formado por los ríos Purús, Madre de Dios, Ituxi y alto Manu (vive también en la margen derecha del tramo inferior).

## Taxonomía
Callicebus toppini fue descrito originalmente en el año 1914 por el zoólogo británico Oldfield Thomas, bajo la misma combinación científica.
Holotipo
El holotipo designado es el catalogado como: BM 19.14.3.3.3; es una hembra adulta, la cual se encuentra depositada en el Museo Británico de Historia Natural.
Localidad tipo
La localidad tipo referida es: “Río Tahuamanu, nordeste del Perú [sic], cerca de la frontera con Bolivia, en las coordenadas: 12°20′S 68°45′W”.
Etimología
Etimológicamente, el término específico toppini es un epónimo que refiere al apellido de la persona a quien fue dedicada: el capitán H. S. Toppin, quien colectó y presentó el ejemplar tipo.
Historia taxonómica
El tití de Acre —Callicebus acreanus Vieira, 1952 = Callicebus cupreus acreanus (Vieira, 1952)—, con localidad tipo en: “alto río Purus, Iquiri, Estado de Acre, Brasil”, es un sinónimo más moderno de Callicebus toppini, algo que ya Ángel Cabrera había propuesto en 1957.
En el año 1963, el mastozoólogo estadounidense Philip Hershkovitz fue el primero en considerar a C. toppini un sinónimo más moderno de C. brunneus, pero en 1990, después de examinar más especímenes para su revisión del género Callicebus, lo transfirió a la sinonimia de C. cupreus.
Finalmente, en el año 2015 Jan Vermeer y Julio C. Tello-Alvarado rehabilitaron a C. toppini como una especie plena. Pertenece al grupo de especies “C. cupreus”.

## Características
Callicebus toppini posee un color dorsal marrón grisáceo como C. cupreus. Se diferencia en que los pelos a ambos lados del rostro son castaños (negruzcos en C. cupreus); en que el negro cubre solo una estrecha banda a lo largo del borde delantero de la frente (más extendido en C. cupreus); el pelaje castaño en las patas traseras está más extendido, hasta cubrir la rodilla; los pelos en las orejas son castaño oscuro (negruzcos en C. cupreus); la cola es oscura con la punta de color blanquecino; los dos tercios proximales de los pelos de la misma son una mezcla de gris y negruzco inclinados hacia el negro (inclinados hacia el blanco en C. cupreus y en otras especies del grupo).